# For the Glory
For the Glory est un jeu vidéo de grande stratégie développé par Crystal Empire Games et édité par Paradox Interactive, sorti en 2009 sur Windows. Il est basé sur le jeu Europa Universalis 2.

## Accueil
- GameSpot : 7,5/10[1]